# Jean Mariotti
Pour les articles homonymes, voir Mariotti.
Jean Mariotti, né le 23 août 1901 à Farino en Nouvelle-Calédonie et mort dans le 20e arrondissement de Paris le 21 juin 1975, est un écrivain français qui a fortement marqué l'histoire littéraire de l'archipel de Nouvelle-Calédonie.

## Biographie
Né à Farino, petit village de la Côte Ouest de la Grande Terre en Nouvelle-Calédonie, le 23 août 1901, Jean Mariotti est le huitième des treize enfants (le septième sur douze vivants), et le quatrième fils sur sept, de Paul Louis Mariotti (1858-1927), un Corse originaire de Campile, transporté au bagne en 1897 pour un crime de vendetta familiale, puis installé à la fin de sa peine dans le village de Farino dont il va devenir le premier président de la commission municipale en 1911. Jean Mariotti est le deuxième enfant sur les sept que ce dernier a eu avec sa seconde épouse, Marguerite Aïna (1875-1934), une italienne elle-même fille d'un transporté libéré du bagne originaire de Cerano dans le Piémont.
Il découvre la littérature pendant ses années de collège et de lycée à Nouméa. À 23 ans, il part pour la Métropole où il commence par gagner sa vie notamment en travaillant chez Hachette, à Paris. C'est également pendant cette période qu'il rencontre sa future femme Ludmilla Karjinska (1900-1974), d'origine géorgienne, et que, soutenu par sa sœur Faustine (1900-2000), son projet artistique se précise avec la publication de ses premiers romans chez Flammarion (Au fil des jours en 1929, Takata d'Aïmos en 1930, Remords en 1931, Gisèle sous le pseudonyme d'Armel Yette et en collaboration avec son ami Francis Ambrière en 1933) et son premier recueil de poèmes aux Éditions René Debresse (Nostalgie en 1935). 
En 1939, la Seconde Guerre mondiale éclate et après la défaite, il s'engage dans la Résistance. Il est détenu en captivité en 1940 et s'évade en juin 1942. Il vit dans la clandestinité jusqu'en 1944. Après la Libération, l'écrivain « parisien-calédonien » poursuit son œuvre et cultive ce paradoxe. La plupart de ses récits se situent dans le Pacifique, et en particulier dans son île natale, tandis qu'il réside près de Montmartre. Jean Mariotti retourne vivre pendant trois ans sur son île natale, avant de revenir définitivement à Paris.
Édité par Flammarion, Stock, Gallimard et Rougerie pour la poésie, il devient un écrivain à part entière, sollicité pour des émissions radiophoniques, qu'il réalise en collaboration avec son ami de longue date Roger Richard. Nommé Chevalier des Arts et des Lettres par Georges Duhamel en mai 1957, il est également élu vice-président de la Société des gens de lettres de France en 1962. Le 21 juin 1975, il décède à Paris, à l'âge de 73 ans.

## Œuvres

### Romans
- Au fil des jours. Tout est, peut-être, inutile, Paris, Flammarion, 1929, 296 p., autofiction.
- Takata d'Aïmos, Paris, Flammarion, 1930, 249 p. (réédité à Nouméa en 1995 puis de nouveau en 1999), roman fantastique inspiré d'une légende traditionnelle kanak[5].
- Remords, Paris, Flammarion, 1931, 283 p. (réédité à Nouméa en 1997), roman psychologique sur les bagnards[6].
- Gisèle (sous le pseudonyme d'Armel Yette, en collaboration avec Francis Ambrière), Paris, Flammarion, 1933.
- À bord de l'incertaine, Paris, Stock, Delamain et Boutelleau, 1942, 283 p. (réédité à Papeete en 1981 puis à Nouméa en 1996 et en 2000), récit de fiction se situant dans un pays imaginaire mais inspiré de son enfance dans le petit village calédonien de Farino[7].
- Les Contes de Poindi. La Conquête du séjour paisible, Paris, Stock, 1952, 252 p., roman sur la base de récits légendaires et mythologiques kanak s'inscrivant dans le cycle des Contes de Poindi.
- Daphné, Paris, Gallimard, 1959.

### Nouvelles
- Le Dernier voyage du Thétis, Paris, Stock, 1947, 251 p., recueil comprenant 7 nouvelles : « Le Dernier Voyage du Thétis », « Paysage », « Le Porto du Drafn », « Toi y'en a monnaie ? », « Simple histoire », « L'épopée accidentelle », « Nuit calédonienne »[8].

### Contes
- Contes de Poindi (illustrés par Feodor Rojankovsky), New York, Domino Press, 1939, 75 p. ; Paris, Stock, 1941, 211 p. (revu et corrigé, republié en 1948 illustré par Van Rompaey), recueil de contes inspirés de légendes kanak, traduit en anglais, en allemand et en slovaque notamment.
- Catch, roi des ours (illustré par John Falter), Paris, I.P.M. Moreau, 1946, 54 p.

### Poésie
- Nostalgie, Paris, Éditions René Debresse, 1935, 16 p.
- Sans titre, Mézières-sur-Issoire, Rougerie, 1969, 122 p.

### Essais
- Nouvelle-Calédonie : le livre du centenaire 1853-1953, Paris, Horizons de France, 1953, 267 p., essai commémoratif, historique, géographique, ethnologique, sociologique, d'économie politique sur la Nouvelle-Calédonie.
- Nouvelle-Calédonie, île des Pins, Loyautés, « L'île de lumière, terre de tourisme », 1959.

### Théâtre radiophonique
- Toghi
- L'Epopée accidentelle
- La Vallée du Silence
- De quel amour blessé

### Ouvrages posthumes
- Prisonnier du Soleil : Nouvelles et textes divers, Nouméa, Grain de Sable, 2004, 323 p., compilation de nouvelles, d'articles et d'essais.
- Également plusieurs ouvrages sur l'histoire, la géographie ou l'économie de la Nouvelle-Calédonie.

## Distinctions

### Décorations
Chevalier de la Légion d'honneur en 1955
Médaille commémorative de la guerre 39-45 avec barrette "Libération"
Médaille d'Or de l'Exposition de 1937 (à titre social)